# Ardez
Ardez era un municipi del Cantó dels Grisons (Suïssa), situat a la regió d'Engiadina Bassa/Val Müstair, fins als 31 de desembre del 2014. L'1 de gener del 2015 va fusionar amb Ftan, Guarda, Sent i Tarasp per a formar el municipi nou de Scuol.
El nucli històric està reconegut bom a bé cultural suís d'importància nacional hi comprés les ruïnes del castell de Steinsberg.

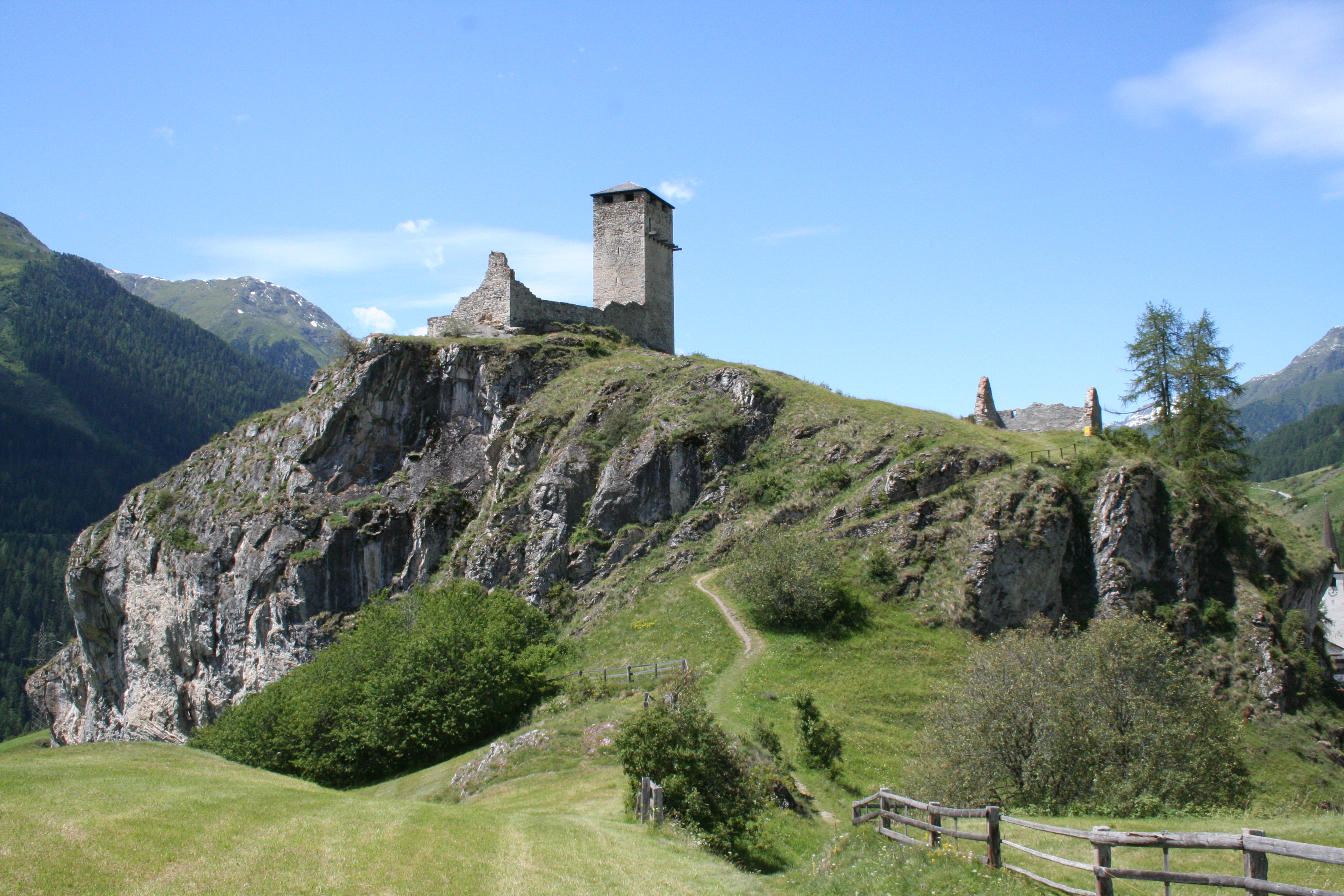
Ruïnes del castell de Steinsberg